# Karl Heinrich Schellbach
Karl Heinrich Schellbach (* 25. Dezember 1805 in Eisleben; † 29. Mai 1892 in Berlin) war ein Mathematiker und Schulmann.

Karl Schellbach ca. 1890

## Leben
Ab 1825 studierte er Mathematik, Physik und Philosophie in Halle bei Johann Salomo Christoph Schweigger.
Nachdem er sich bis 1829 noch für keinen Beruf entschieden hatte, wurde ihm durch die Bemühung von Freunden eine Stelle als Lehrer der Naturwissenschaften an einer höheren Mädchenschule in Berlin angeboten. Nun vertiefte er die nächsten Jahre seine mathematischen Kenntnisse und erwarb 1834 an der Universität Jena die Doktorwürde. Eine Staatsprüfung hat er nicht abgelegt. Auf Empfehlung von Freunden übertrug der Direktor des Friedrichwerderschen Gymnasiums in Berlin ihm eine Lehrstelle für Mathematik und Physik. 1841 wurde er Professor am Friedrich-Wilhelm-Gymnasium und erhielt 1843 zusätzlich einen Lehrauftrag an der Allgemeinen Kriegsschule. Außerdem wurde er Mitglied der wissenschaftlichen Prüfungskommission. Auch am Gewerbeinstitut und an der Artillerieschule erteilte er Unterricht.
Er leitete das 1855 gegründete mathematisch-pädagogische Seminar, das den Zweck hatte, junge Mathematiker in die schwierige Kunst des Unterrichtens einzuführen.
Um 1860 hatte er in Preußen erreicht, dass in den oberen Gymnasialklassen die mathematischen und physikalischen Wissenschaften gleichberechtigt mit den alten Sprachen unterrichtet wurden. Den aufkommenden Widerstand überdauerte sein mathematisch-pädagogisches Seminar nicht.
Dem preußischen Kronprinzen Friedrich III. gab er Privatunterricht in Mathematik. Später konnte er diesen zur Gründung der Sonnenwarte in Potsdam sowie der Physikalisch-Technischen Reichsanstalt zu Charlottenburg bewegen.
Schellbachs Veröffentlichung über Probleme der Variationsrechnung gilt heute als eine der mathematischen Wurzeln der Finite-Elemente-Methode.
Sein Schwiegersohn war Heinrich Bertram.